# Wixberg
Der Wixberg ist ein 441 m ü. NHN hoher Berg im Sauerland. Markant ist der Rundfunkturm auf dem Gipfel. Am Berg verläuft der Wanderweg Heuerweg mit Aussicht auf die Burg Altena. Am Südhang befindet sich eine  Gedenktafel (⊙), die an ein Unglück eines Feuerwehr-Löschzuges bei einem Einsatz am Wixberg im Jahr 1969 erinnert.

## Geographie

### Lage
Der Wixberg liegt im Märkischen Kreis im Norden von Altena an der Grenze zu Iserlohn. Südlich und westlich verläuft die Lenne. Nordöstlich befindet sich die gleichnamige Ortschaft Wixberg.

### Naturräumliche Zuordnung
Der Wixberg gehört naturräumlich der Haupteinheit Märkisches Oberland (336) im Süderbergland (33) an. Darin geht das Gebiet um den Wixberg aus der Altenaer Lenneschlucht (3361.22), die den Volme-, Nahmer- und Lennetalschluchten (3361.2) zugeordnet ist, in die Ihmerthochfläche (3361.4) über.

### Naturschutzgebiet
Im Süden des Wixbergs befindet sich das Naturschutzgebiet Pragpaul. Insbesondere am Südosthang des Wixberges stockt am Prallhang der Lenne ein Eichen-Schluchtwald. Der steile Hang zeichnet sich durch hervortretende Felsen aus.